# 아메리칸 지골로 (드라마)
《아메리칸 지골로》(영어: American Gigolo)는 쇼타임에서 2022년 9월부터 방영된 미국의 드라마이다. 폴 슈레이더의 동명 영화를 원작으로 한다.